# Flora Bramley
Pour l’article homonyme, voir Bramley.
Flora Bramley - aussi appelée Bromley -, (24 septembre 1904 - 23 juin 1993), est une actrice de cinéma américaine d’origine anglaise, durant les années 1930. Promue une des starlettes WAMPAS Baby Stars de la saison 1928, elle fait une courte carrière cinématographique de 4 films. Mise à part une pièce de théâtre dans laquelle elle a joué, nous ne savons pas quelle a été sa vie, après 1930.

## Biographie
Née à Londres, Flora commence une carrière, en Angleterre, dans des revues de music-hall quand, - lors d'une prestation de la revue londonienne à New York dans laquelle la jeune femme au cheveux blond est brillante -, elle se fait suffisamment remarquer pour se voir proposer un contrat avec United Artists. Son premier film tourné à la société de distribution FBO est The Dude Cowboy en 1926, suivi par trois autres films, tous produits par l'United Artists. Le manager des Studios de Buster Keaton, Harry Brand la convainc de jouer avec Buster Keaton dans son film College en 1927.
En 1928, elle est sélectionnée pour être une des treize starlettes de la promotion 1928 des WAMPAS Baby Star, sous le nom de 'Bromley', bénéficiant ainsi d'une grande quantité de publicité et d'articles journalistiques. Son troisième film We Americans d’après la pièce de Milton Herbert Gropper et de Max Siegelet dont les extérieurs ont été tournés à New York, sort en 1928. Puis, elle apparaît sur scène, au théâtre Fulton à Oakland en Californie. En décembre 1929, elle interprète le personnage de Laura dans la pièce de théâtre éponyme, dirigée par l'acteur de cinéma et le futur réalisateur Irving Pichel, tirée du roman Stella Dallas de Olive Higgins Prouty. En 1930, la fin de la courte carrière de Flora se termine par sa prestation dans The Flirting Widow, réalisé par William A. Seiter.
Elle décède le 23 juin 1993, âgée de 88 ans dans sa demeure à Moline dans l'Illinois.

## Prestations artistiques[1]

### Cinéma
- 1926 :  The Dude Cowboy, le rôle de Doris Wrigmint , réalisé par Jack Nelson
- 1927 :  College, le rôle de Mary, réalisés par James W. Horne
- 1928 :  We Americans, le rôle de Sara Schmidt , réalisé par Edward Sloman
- 1930 :  The Flirting Widow, le rôle de Phyllis, réalisé par de William A. Seiter

### Théâtre
- 1929 :  Stella Dallas, pièce de Irving Pichel, d’après le roman éponyme de Olive Higgins Prouty